# Небиће
Ништа у филозофији, односно небиће, је појмовно негирање бића. Током повести, многи филозофи су покушавали да одреде небиће на различите начине:
- као одсуство бића, односно празан простор, уколико се биће схвата као протежно. Атомисти су тврдили да небиће јест празнина, тј. простор у коме нема атома.
- као потенцијално биће, оно што још није, али може да буде (у аристотеловско-схоластичкој традицији).
- као привидно биће, које обухвата имагинарне творевине људског духа.
- као променљиво биће, које у себи садржи своју негацију, сталну могућност да не буде.
- као различитост; код Платона појам бића подразумева и своју супротност, односно појам небића.

## Таоизам
У таоизму се крајња стварност често карактерише као небиће, које је основа свег бића. Пошто се тао сматра неизрецивим а пошто се сва бића могу именовати или описати, следи да неизрециви тао представља небиће (wu).
Небиће није супротност бићу, већ оно представља првобитно, неискварено биће које постоји пре појаве свих разликовања и многострукости. Стога се тао назива и »неклесани камен« који претходи појави свих ствари. Пошто све ствари происходе из бића, само биће мора проистећи из неког извора који није биће и које се, сходно томе, назива небићем.

## Стари Грци

### Парменид
Појам ништа се у филозофском смислу први пут јавља у Парменидовој изреци: „биће јесте а небиће није“.

### Платон
Платон је у дијалогу Софист формирао појам небића у настојању да разјасни однос говора и мишљења према ономе што стварно јесте (према бићу); као и однос Једног и мноштва.
| „              | Небиће само по себи и само собом у строгом смислу речи није могуће ни исказати, ни говорити о њему, ни мислити на њега. | ” |
| — Софист, 238с | |   |

Међутим, присуство илузија и лажи у људском говору, за Платона је било показатељ да небиће у неком виду постоји, јер илузијама и лажима не одговара ништа стварно. С друге стране, оно што у себи садржи негацију, тј. сталну могућност да не буде, навело је Платона на тврдњу да су сва чулна бића на одређени начин небића.

### Аристотел
Аристотел одређује небиће као појмовну супротност бићу тврдећи: „биће није небиће“ (Метафизика IV, 3, 1105 б).

## Будизам
У махајанском будизму, крајња стварност се често поистовећује са шуњатом (ништавилом или празнином), која је лишена свих разликовања. Шуњата није никаква посебна ствар, већ оно из чега проистичу све ствари.